# Anderson Conceição
Pour les articles homonymes, voir Conceição.
Anderson Conceição Benedito est un footballeur brésilien, né le 24 octobre 1989 à Caravelas. Il évolue au poste de défenseur central au Cuiabá EC.

## Palmarès
Vierge

## Statistiques
| Saison    | Club           | Pays      | Championnat        | Coupes nationales | Coupes Continentales | Brésil |
| --------- | -------------- | --------- | ------------------ | ----------------- | -------------------- | ------ |
| 2011      | Criciúma EC    | Série B   | 26 matchs / 2 buts | -                 | -                    | -      |
| 2012      | Criciúma EC    | Série B   | -                  | 2 matchs          | -                    | -      |
| 2012      | Figueirense FC | Série A   | 13 matchs / 1 but  | -                 | 1 match (CS)         | -      |
| 2012-2013 | RCD Majorque   | Liga BBVA | 16 matchs          | 2 matchs          | -                    | -      |

Dernière mise à jour le 31 mai 2013